# 美華芋螺
美華芋螺（学名：Conus magnificus）为芋螺科芋螺屬下的一个种。其种加词“Magnificus ”意为“极好的”、“华丽的”。